# Turguexes
Os turguexes ou turguixes (em turco antigo; 𐱅𐰇𐰼𐰏𐰾:𐰉𐰆𐰑, ; em chinês: 突騎施/突骑施, pinyin: tūqíshī, Wade–Giles: t'u-ch'i-shih; em tibetano antigo: du-rgyas) foram uma confederação tribal turca. Originalmente pertencentes ao ramo Duolu das elites On Oq do Grão-Canato Turco Ocidental, os turguexes emergiram como uma potência independente depois do desmoronamento do estado turco-ocidental e fundaram um grão-canato em 699. O Grão-Canato Turguexe existiu até 766, quando foi derrotado pelos carlucos. A nobreza turguexe estava ligada aos goturcos através de casamentos.
Sobre a origem do etnónimo, baseando-se em Talât Tekin e facto de -ş ser um sufixo gentílico, Christopher P. Atwood sugere que está relacionado com o lago Türgi-Yarğun mencionado numa das inscrições de Orcom dedicada a Culteguim (c. 684–731), um general e príncipe do Segundo Canato Turco Oriental.

## Composição tribal
Há registo de duas ou três subtribos turguexes no século VII: a Alixi (em chinês: 阿利施) ou Sarï ("amarela") e a Cara ("negra"; em chinês: 娑葛, Suoge < *Soq ou *Saqal, ou 莫賀, Mohe < *Bağa). O líder e depois grão-cã Suluque (r. 714–738) pertencia à subtribo negra. O Grão-Canato Turguexe também integrou tribos ou clãs do Grão-Canato Turco Ocidental; por exemplo, o subordinado de Suluque Culchor, que depois foi grã-cã turguexe (r. 739–744), pertencia à tribo Duolu Chumukun (em chinês: 處木昆), que vivia a sul do lago Balcache (atualmente no sudeste do Cazaquistão), entre os territórios turguexes e carlucos. O proeminente general da Dinastia Tangue chinesa Geshu Han era de origem Duolu e turguexe e Geshu (阿舒) era o seu sobrenome tribal Nushibi.  Quando nomeavam as tribos turcas Duolu, os historiadores chineses podem ter mencionado os calajes (Khalaj; em turco: Halaçlar), outro povo turco que vivia a oeste dos turguexes, juntamente com estes, sob a denominação comum 突騎施-賀羅施 (Tūqíshī-hèluóshī, do turco antigo Türgeš-Qalač). No final do século VII existiu também um chefe do Canato Uigur chamado Turguexe.

## História do Grão-Canato Turguexe
Antes de se tornarem independentes, os turguexes eram governados por um tutuk, depois shad, das elites Onoq do Grão-Canato Turco Ocidental. O líderes turguexes pertenciam à tribo Duolu e ostentavam o título de chur (ou chor). Um comandante turguexe da província de Talas e da cidade de Balu tinha um nome que simbolizava uma espécie de relação com uma esfera divina ou celestial. O primeiro grão-cã (ou cagã, khagan), Wuzhile (烏質; wuzhi significa "substância negra"; em turco antigo: *Üç Elig ou Oçırlıq), foi líder dum grupo maniqueísta chamado yüz er ("cem homens"). Fundou o Grão-Canato Turguexe em 699 e em 703 conquistou a cidade de Suyab à Dinastia Tangue. Morreu em 706 e foi sucedido pelo filho Suoge (também conhecido como Sacal). Como o seu pai, ostentou o título religioso maniqueísta Iuslique (Yuzlik).
Em 708, Suogue atacou a cidade Tangue de Chiuci (em Cucha) e no ano seguinte infligiu uma derrota aos Tangue. Porém, o seu irmão mais novo Zhenu rebelou-se e procurou o apoio militar de Capagã, grão-cã do Segundo Grão-Canato Turco. Capagã derrotou os turguexes em 711 na Batalha de Bolchu, travada no que é hoje o norte do Sinquião, na China, não longe do lago Ulungur, ou talvez mais a norte, no que é hoje território russo. Os irmãos Suoge e Zhenu foram mortos na batalha e os turguexes derrotados fugiram para Zhetysu. Em 714 os turguexes elegeram Suluque (ou Sulu) como seu grã-cã.

### Cronologia do reinado de Suluque
- 720 — Tropas turguexes comandadas por Culchor derrotaram um exército do Califado Omíada liderado por Saíde ibne Abdulazize perto de Samarcanda.[21]
- 722 — Suluque desposou a princesa Tangue Jiaohe.[21]
- 724 — O califa omíada Hixame ibne Abedal Maleque enviou um novo governador para a sua província de Coração, Muslim ibne Saíde Alquilabi, com ordens de esmagar os "turcos" duma vez por todas. Muslim por sofreu uma pesada derrota frente a Suluque na batalha que ficou conhecida como "Dia da Sede". Muslim escapou a custo e conseguiu chegar a Samarcanda com um punhado de sobreviventes, enquanto os turguexes continuaram a atacar sem cessar e sem terem resistência.[22]
- 726 — Os turguexes atacaram novamente Cucha.
- 727 — Novo ataque a Cucha, desta vez em aliança com o Império Tibetano.[18]
- 728 — Suluque derrotou tropas omíadas enquanto apoiava uma rebelião de soguedianos e tomou Bucara.[22]
- 731 — Derrota dos turguexes, com pesadas baixas, frente aos omíadas na Batalha do Desfiladeiro, travada a meio caminho entre Samarcanda e Qués (Xacrisabez).[23]
- 735 — Ataque dos turguexes ao protetorado chinês de Beiting (atual Jimsar, no Sinquião).[24]
- 737 — No inverno, Suluque e os seus aliados Alharite, Guraque (um líder soguediano que governou Samarcanda) e tropas de Osruxana, Chache (Tasquente) e do Principado de Cutal atacaram os omíadas. Suluque chegou a entrar em Josjã, mas foi derrotado pelo governador omíada Assade ibne Abedalá na Batalha de Caristão, travada em dezembro perto de Meimané.[18]

### Culchor e fim do grão-canato
A seguir a ter sido derrotado em Caristão, Suluque foi assassinado pelo seu familiar Culchor. Cute Chor, filho de Suluque, foi aclamado grão-cã em Suyab pelos turguexes negros, mas o grã-canato mergulhou numa guerra civil entre as fações negra (Cara), e amarela (Sari). Em agosto de 739, Culchor, líder dos turguexes amarelos, aliou-se ao general Tangue Gai Jiayun (蓋嘉運) e ao rei de Chache Bagatur Tudum e derrotou Kut Chor, que foi  enviado para Changan, onde foi simbolicamente sacrificado. Entretanto foi perdoado pelo imperador Tang Xuanzong e tornou-se general ao serviço do imperador chinês.
Após derrotar Tumoche, líder dos Cara, Culchor ficou sem rivais para ocupar o trono. Em 740 tornou-se vassalo da Dinastia Tangue, mas dois anos depois rebelou-se contra o governante fantoche enviado pela corte Tangue. Acabou por ser derrotado e executado pelos chineses em 744.
O último grão-cã turguexe, Ata Boila, declarou-se vassalo do recém estabelecido Canato Uigur. Em 766, os carlucos conquistaram Zhetysu e acabaram com o Grão-Canato Turguexe.

## Legado
Segundo o historiador persa do século XI Abuçaíde Gardizi, os povos tusis (de Zhetysu e áreas vizinhas) e azes podem ter sido descendentes dos turguexes, assim como os calajes (dos quais há registos de terem vivido na região de iraniana de Gásni e na de Zabol, no Afeganistão). A tribo Suogue, associada aos turguexes, juntamente com os chiguiles e anqingues participaram na etnogénese dos turcos Shatuo que fundaram várias dinastias e um reino do Período das Cinco Dinastias e dos Dez Reinos da China.
Segundo o linguista, etnólogo e turcologista russo Nikolai Baskakov, o etnónimo türgesh sobevive no nome dum seok (clã) com esse nome os altaicos.

## Grão-cãs turguexes
| 1. Wuzhile (*Üç Elig ou *Oçırlıq) (r. 699–706) 2. Suoge ou Sacal (r. 706–711) 3. Suluque ou Sulu (r. 716–738) 4. Cute Chor (r. 738–739) |  | 1. Culchor (Kül-chor) ou Baga Tarcã (r. 739–744) 2. El Etemis Cutlugue Bilgue (r. 744–749) 3. Ibo Cutlugue Bilgue Juchi (r. 749–751) 4. Tengri Ermixe (r. 753–755) 5. Ata Boila (r. anos 750–766) |